# オスペダレット・エウガーネオ
オスペダレット・エウガーネオ（伊: Ospedaletto Euganeo）は、イタリア共和国ヴェネト州パドヴァ県にある、人口約5,600人の基礎自治体（コムーネ）。

## 地理

### 位置・広がり

#### 隣接コムーネ
隣接するコムーネは以下の通り。括弧内のVIはヴィチェンツァ県所属を示す。
- ボルゴ・ヴェーネト
- サンタ・カテリーナ・デステ（カルチェリ）
- エステ
- ロッツォ・アテスティーノ
- ノヴェンタ・ヴィチェンティーナ (VI)
- ポンソ

### 気候分類・地震分類
オスペダレット・エウガーネオにおけるイタリアの気候分類 (it) および度日は、zona E, 2487 GGである。
また、イタリアの地震リスク階級 (it) では、zona 3 (sismicità bassa) に分類される。

## 行政

### 分離集落
オスペダレット・エウガーネオには、以下の分離集落（フラツィオーネ）がある。
- Palugana, Tresto, Santa Croce, Vallancon, Dossi, Peagnola